# 東名川崎インターチェンジ
東名川崎インターチェンジ（とうめいかわさきインターチェンジ）は、神奈川県川崎市宮前区にある、東名高速道路のインターチェンジである。

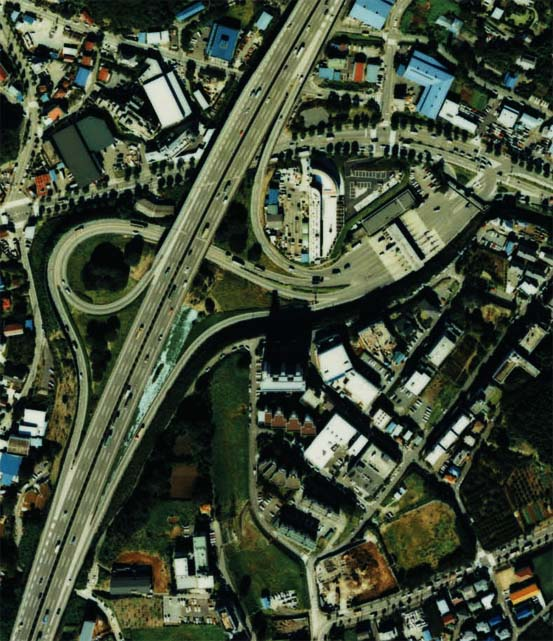
航空写真(1989年)

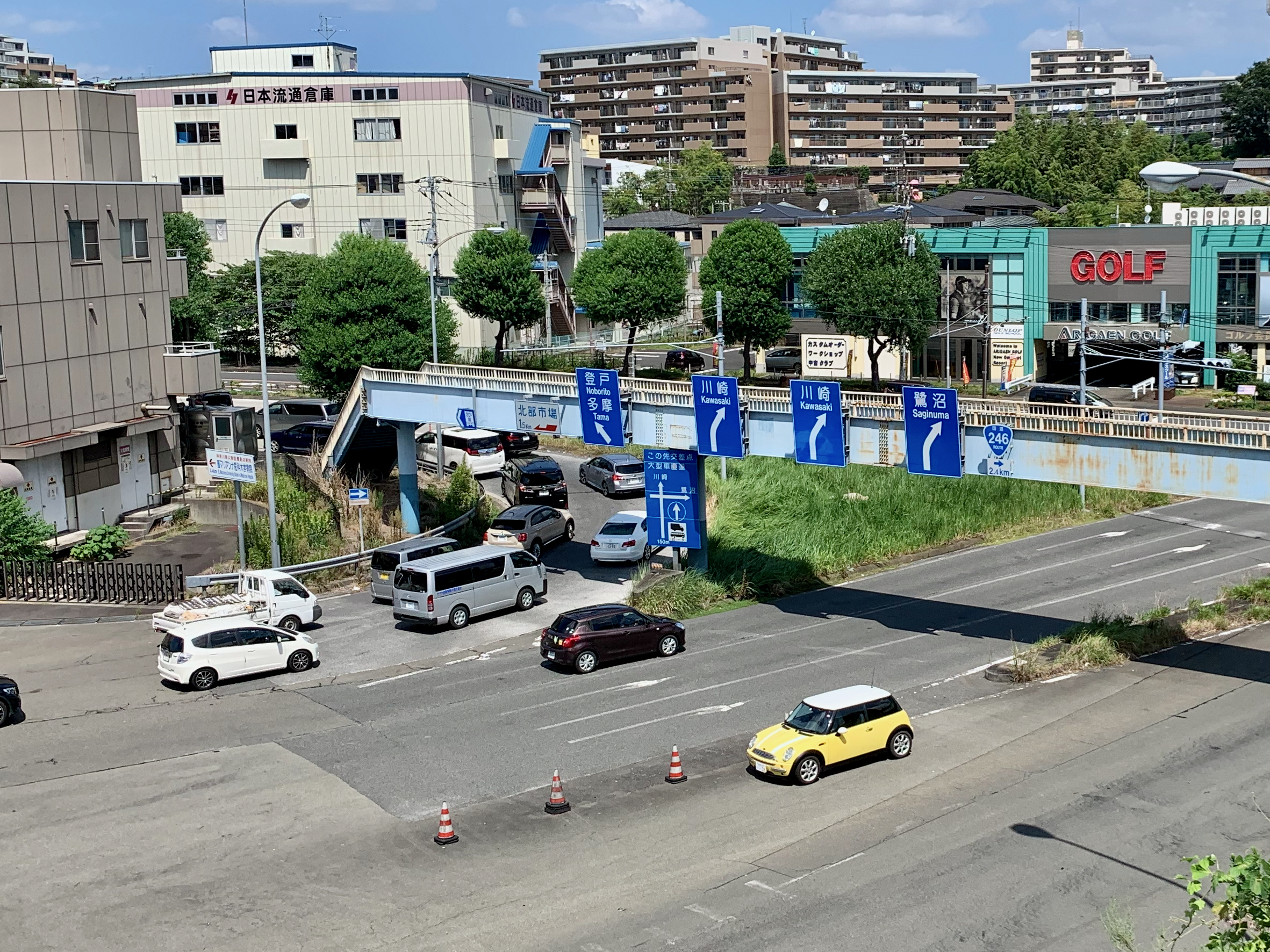
国道246号へのアクセスを促す出口標識(2020年)

## 道路
- E1 東名高速道路（3番）

## 接続する道路
- 直接接続
  - 尻手黒川道路（川崎市道尻手黒川線／主要地方道野川菅生線）
- 間接接続
  - 国道246号

## 料金所
ブース数：11

### 入口
- ブース数：4
  - ETC専用：2
  - ETC/一般：1
  - 一般：1

### 出口
- ブース数：7
  - ETC専用：2
  - 一般：5

## 歴史
- 1968年（昭和43年）4月25日 : 東京IC - 厚木IC間開通により開設。

## 周辺
- 川崎市宮前区役所
- 生田緑地
- 東急田園都市線
  - 宮前平駅
  - 鷺沼駅
  - たまプラーザ駅
- 川崎市立土橋小学校
- 川崎市立宮前平中学校

## 隣
E1 東名高速道路
(1) 東京IC - （東名JCT : 事業中） - 東京TB/向ヶ丘BS - (3) 東名川崎IC - (3-1) 横浜青葉IC/JCT

## その他
- 同じ川崎市内にある第三京浜道路の京浜川崎ICとの重複を避けるために東名の名称がついている。
- 東京本線料金所が当ICから0.9 kmとかなり近接した地点に設置されている。下り線では東京料金所の出口に当ICの出口予告標識がある。
- 接続道路は尻手黒川道路であるが、出口標識は同道路経由で接続できる国道246号へのアクセスを促すものとなっている。
- 本線上の出口標識の表記は「川崎 登戸 多摩」であるが、かつては、「川崎 府中」であった。
- 英語表記はTomei-Kawasakiであるが本線と出口の分岐部の標識のみKawasakiと表記されている。